# Psicologia alimentar
A psicologia alimentar é o estudo psicológico de como as pessoas escolhem os alimentos que comem (escolha alimentar), juntamente com os alimentos e os comportamentos alimentares. A psicologia alimentar é uma psicologia aplicada, que utiliza métodos e descobertas psicológicas existentes para compreender a escolha dos alimentos e os comportamentos alimentares. Os fatores estudados pela psicologia alimentar incluem desejos por comida, experiências sensoriais de alimentos, perceções de segurança alimentar e proteção alimentar, preço, informações disponíveis sobre produtos, como rotulagem nutricional e o ambiente de compra (que pode ser físico ou online). A psicologia alimentar também abrange fatores socioculturais mais amplos, como perspetivas culturais sobre os alimentos, a consciencialização pública sobre "o que constitui uma dieta sustentável", e o marketing de alimentos, incluindo "fraude alimentar", onde os ingredientes são intencionalmente motivados para ganho económico em oposição ao valor nutricional. Considera-se que estes fatores interagem entre si, juntamente com o histórico de escolhas alimentares de um indivíduo, para formar novas escolhas alimentares e comportamentos alimentares.
O desenvolvimento da escolha alimentar é considerado como dividido em três categorias principais: propriedades dos alimentos, diferenças individuais e influências socioculturais. A psicologia alimentar estuda os aspetos psicológicos das diferenças individuais, embora devido à interação entre fatores e à variação nas definições, a psicologia alimentar seja frequentemente estudada juntamente com outros aspetos da escolha alimentar, incluindo a psicologia nutricional.
Desde 2022, não existem revistas científicas específicas para a psicologia alimentar, sendo a investigação publicada tanto em revistas de nutrição como de psicologia.
Os comportamentos alimentares analisados pela psicologia alimentar incluem alimentação desordenada, comportamento associado à neofobia alimentar e a transmissão/streaming público de alimentos (mukbang). A psicologia alimentar tem sido amplamente estudada usando teorias de dissonância cognitiva e raciocínio falacioso.

## COVID-19
A psicologia alimentar tem sido usada para examinar como os comportamentos alimentares foram afetados globalmente pela pandemia da COVID-19. Foram encontradas alterações nas preferências alimentares devido à COVID-19, com efeitos benéficos e prejudiciais na escolha dos alimentos. Estudos realizados em Espanha e na Arábia Saudita revelaram um consumo reduzido de alimentos processados e de junk food, e taxas mais elevadas de dietas sustentáveis, enquanto que os residentes no Reino Unido e os estudantes universitários dos EUA demonstraram ter menos influência na escolha alimentar das famílias, um aumento dos comportamentos de petiscos e um aumento geral do consumo de junk food. 48% dos residentes num estudo do Reino Unido relataram um aumento na ingestão de alimentos, especialmente de alimentos ricos em energia, e uma percentagem semelhante relatou um aumento nos desejos por comida. Também foram observados aumento da acumulação de alimentos e redução dos efeitos da familiaridade na escolha dos alimentos.
| “ | Embora alguns participantes pareçam ter prosperado neste contexto, com estilos de vida e tomada de decisões mais saudáveis, outros ganharam peso, não tinham dietas variadas e tiveram dificuldades com as despesas alimentares. | ” |

Uma revisão de 2020 concluiu que os maiores efeitos da COVID-19 na escolha alimentar advêm dos confinamentos, da perda de rendimentos que conduz à redução da segurança alimentar e do luto devido à COVID-19. Por exemplo, um estudo realizado no Irão concluiu que 61% da população da amostra sofria de insegurança alimentar, resultante de efeitos económicos e psicológicos.
A necessidade individual de encerramento, uma medida psicológica do desejo de certeza, foi considerada um fator que prevê o armazenamento e o desperdício de alimentos. Um estudo no Chile descobriu que a ansiedade elevada é um preditor da ingestão de fast food e pastelaria, sugerindo que a  alimentação emocional foi amplificada devido à COVID-19. Em comparação, um estudo do Reino Unido descobriu que níveis mais baixos de controlo do desejo por comida são o preditor mais preciso do aumento da ingestão de alimentos doces e salgados de alto teor energético, juntamente com a alimentação excessiva emocional, a alimentação insuficiente emocional, a saciedade experimentada e o prazer pela comida, sendo considerados preditores fracos.
A tendência de estocar ou acumular alimentos também foi explicada usando a teoria do comportamento planeado, usando dados coletados no Vietname que sugeriram que a perceção de alto risco está correlacionada com o estoque de alimentos e compras por pânico. A perceção de falta de alimentos foi considerada mais elevada nas mulheres norte-americanas do que nos homens norte-americanos, e mais elevada nos homens indianos do que nas mulheres indianas, sugerindo que o país de residência pode ser um moderador da forma como o género afeta a necessidade de encerramento na alimentação, com base nos papéis familiares.

### Itália
A Itália recebeu atenção académica especial durante a pandemia de COVID-19 para estudos sobre escolha alimentar, já que o país foi um dos mais severamente afetados pela COVID-19. Um estudo descobriu que os resultados de uma investigação indicam que "cerca de 40% da população [italiana] considera que o fortalecimento das defesas imunitárias através da nutrição não é importante para reduzir o risco de doença por coronavírus". Os resultados do inquérito sugerem que os hábitos alimentares aumentaram e o consumo de junk food foi reduzido, juntamente com o aumento do interesse público em questões de sustentabilidade, incluindo produtos alimentares sustentáveis.
O etnocentrismo foi proposto como uma explicação para a grande mudança na escolha alimentar e nos comportamentos alimentares dos italianos durante a COVID-19.